# Iwan Sautin
Iwan Wasiljewicz Sautin (ros. Иван Васильевич Саутин, ur. 8 stycznia 1903 we wsi Torowo w guberni wołogodzkiej, zm. 24 sierpnia 1975 w Moskwie) – radziecki działacz państwowy.

## Życiorys
W 1924 ukończył technikum pedagogiczne w Czerepowcu, w 1931 Leningradzki Instytut Pedagogiczny im. Hercena, a w 1938 Instytut Czerwonej Profesury, został kandydatem nauk ekonomicznych, później docentem. Od 1937 do stycznia 1938 był zastępcą dyrektora Instytutu Czerwonej Profesury ds. naukowych, od stycznia 1938 do października 1940 szefem Centralnego Urzędu Ewidencji Gospodarki Narodowej i jednocześnie od marca 1938 do października 1940 zastępcą przewodniczącego Państwowego Komitetu Planowania przy Radzie Komisarzy Ludowych ZSRR (Gospłanu ZSRR), a od października 1940 do czerwca 1941 dyrektorem Akademii Planowej w Moskwie. Od czerwca 1941 do lipca 1942 był dyrektorem Instytutu Radzieckiego Handlu Spółdzielczego Centrosojuza, od lipca 1942 do sierpnia 1943 szefem Zarządu Przygotowania Kadr Centrosojuza, w latach 1943-1945 kierownikiem katedry ekonomii politycznej Moskiewskiego Instytutu Metali Kolorowych i Złota i jednocześnie w latach 1944-1946 kierownikiem Wydziału Propagandy i Agitacji Lenińskiego Komitetu Rejonowego WKP(b) w Moskwie.
W 1946 został zastępcą kierownika Wydziału Propagandy i Agitacji Komitetu Obwodowego WKP(b) w Moskwie. W latach 1948–1950 był redaktorem odpowiedzialnym gazety "Moskowskaja Prawda", kolejno (1950-1953) kierownikiem katedry ekonomii politycznej Wyższej Szkoły Handlowej Ministerstwa Handlu ZSRR, a w latach 1953-1955 zastępcą szefa Zarządu Planowo-Ekonomicznego Ministerstwa Handlu ZSRR. W latach 1955–1957 był szefem Wydziału Naukowo-Informacyjnego Państwowego Komitetu Rady Ministrów ZSRR ds. zagadnień pracy i płacy, od marca 1957 do kwietnia 1962 szefem Wydziału Kontaktów Międzynarodowych Państwowego Komitetu Rady Ministrów ZSRR ds. zagadnień pracy i płacy, następnie przeszedł na emeryturę. Był deputowanym do Rady Najwyższej RFSRR I kadencji. Został odznaczony Orderem Lenina i Orderem Czerwonego Sztandaru Pracy.